# Râul Dumbrăvița, Râșcuța
Râul Dumbrăvița (sau Pârâul Rusului) este un afluent al râului Râșcuța. 

## Hărți
- Harta județului Suceava